# Latvijas Basketbola līga
La Latvijas Basketbola līga es la máxima competición profesional de baloncesto de Letonia. Fue creada en el año 1992. Desde 1992 hasta 1999, todos los campeonatos fueron ganados por el BK Brocēni; mientras que, en el periodo entre 2000 y 2006, el campeón fue el BK Ventspils.

## Equipos
| Equipo                | Ciudad         | Pabellón                     |
| --------------------- | -------------- | ---------------------------- |
| Betsafe/Liepāja       | Liepāja        | Liepāja Olympic Center       |
| Jēkabpils             | Jēkabpils      | Jēkabpils Sporta nams        |
| Jūrmala/Fēnikss       | Jūrmala        | Taurenītis                   |
| Latvijas Universitāte | Rīga           | OSC                          |
| Ogre                  | Ogre           | Ogre's Secondary School No.1 |
| Valka/Valga           | Valga, Estonia | Valga Sports Hall            |
| Valmiera              | Valmiera       | Vidzeme Olympic Center       |
| VEF Rīga              | Rīga           | Arena Riga                   |
| Ventspils             | Ventspils      | Ventspils Olympic Center     |

## Palmarés
| - ......1992 Brocēni Parair - 1992–93 Brocēni - 1993–94 SWH Brocēni - 1994–95 SWH Brocēni - 1995–96 ASK Brocēni - 1996–97 ASK Brocēni LMT - 1997–98 ASK Brocēni LMT - 1998–99 Brocēni LMT - 1999–00 Ventspils - 2000–01 Ventspils - 2001–02 Ventspils | - 2002–03 Ventspils - 2003–04 Ventspils - 2004–05 Ventspils - 2005–06 Ventspils - 2006–07 ASK Riga - 2007–08 Barons LMT - 2008–09 Ventspils - 2009–10 Barons LMT - 2010–11 VEF Rīga - 2011–12 VEF Rīga - 2012–13 VEF Rīga | - 2013–14 Ventspils - 2014–15 VEF Rīga - 2015–16 Valmiera Ordo - 2016–17 VEF Rīga - 2017–18 Ventspils - 2018–19 VEF Rīga - 2019–20 VEF Rīga - 2020–21 VEF Rīga - 2021–22 VEF Rīga - 2022–23 VEF Rīga - 2023–24 VEF Rīga |

## Títulos por club
| Equipo          | Campeón | Finalista | Años campeón                                                     |
| --------------- | ------- | --------- | ---------------------------------------------------------------- |
| VEF Rīga        | 11      | 4         | 2011, 2012, 2013, 2015, 2017, 2019, 2020, 2021, 2022, 2023, 2024 |
| Ventspils       | 10      | 12        | 2000, 2001, 2002, 2003, 2004, 2005, 2006, 2009, 2014, 2018       |
| Brocēni         | 8       | 2         | 1992, 1993, 1994, 1995, 1996, 1997, 1998, 1999                   |
| Barons          | 2       | 3         | 2008, 2010                                                       |
| ASK Riga        | 1       | 1         | 2007                                                             |
| Valmiera        | 1       | 0         | 2016                                                             |
| Bonus           | 0       | 4         |                                                                  |
| Skonto          | 0       | 3         |                                                                  |
| Metropole       | 0       | 1         |                                                                  |
| Liepājas Lauvas | 0       | 1         |                                                                  |